# 作岡村
作岡村（さくおかむら）は、かつて茨城県筑波郡に存在した村である。現在の茨城県つくば市の北西部に位置する。

## 歴史

### 村名の由来
中心となった大字作谷の作と、旧各村が高台（岡）に存在したことから。

### 沿革
- 1889年（明治22年）4月1日 - 町村制の施行に伴い、作谷村、安食村、寺具村、明石村、高野原新田が合併して発足。
- 1956年（昭和31年）9月30日 - 筑波町に編入。同日作岡村廃止。
- 1988年（昭和63年）1月31日 - 筑波町がつくば市に編入。